# Erromenus ungulatus
Erromenus ungulatus là một loài tò vò trong họ Ichneumonidae.